# Louis Mus
 (juillet 2018).
Si vous disposez d'ouvrages ou d'articles de référence ou si vous connaissez des sites web de qualité traitant du thème abordé ici, merci de compléter l'article en donnant les références utiles à sa vérifiabilité et en les liant à la section « Notes et références ».
Louis Mus, né le 26 octobre 1921 à Grasse et mort dans la même ville le 9 mai 1994, est un joueur de football professionnel français, devenu ensuite entraîneur.

## Biographie
Il est joueur professionnel à l'AS Cannes de 1945-46 à 1954-55, puis entraîneur de l'AS Cannes lors de la saison 1955-56, conjointement avec R. Guilhem. Il entraînera à nouveau le club cannois de 1964 à 1966.
Joueur professionnel : AS Cannes (1945-1955)
Il évolue au poste d'avant centre ou d'intérieur droit avec l'AS Cannes en 1re Division de 1945 à 1949, année où l'AS Cannes descend en 2e Division. Puis, il occupera le poste de demi droit pendant six saisons (1949-50 à 1954-55) en 2e division.
Équipes entrainées :
Il se reconvertit au métier d'entraîneur après avoir obtenu le diplôme d'entraineur fédéral en 1955. Lors de la saison 1955-56, il partage la responsabilité du coaching de l'AS Cannes avec R. Guilhem. Puis, il quitte l'AS Cannes pour devenir entraîneur chez les amateurs : d'abord, à l'Entente Aubagnaise (de 1956 à 59), puis de l'équipe amateurs du Havre AC (en Division d'Honneur) pour deux saisons, 1959-60 et 1960-61, en étant l'adjoint de l'entraîneur de l'équipe de 1re Division, Lucien Jasseron.
Il dirige également les joueurs du Sporting Club de Draguignan de 1961 à 1963, dans le groupe Sud-Est du Championnat
de France Amateurs (CFA).
Après une saison passée comme secrétaire-général de l'AS Cannes, il reprend les rênes du club ascéiste en juillet 1964.
Sérieusement renforcé, le club cannois, dirigé par un nouveau président, Albert Lopez, réussit une excellente saison et terminant 3e, derrière l'OGC Nice et le Red Star Audonien, accède 17 ans après, à la 1re Division.
Malheureusement, le recrutement sera cette fois-ci moins performant et à la fin de saison 1965-66, les cannois ne pourront pas échapper à la relégation en 2e Division.